# Brestovac (Knić)
Brestovac (en serbio cirílico: Брестовац) es una localidad del municipio de Knić, en el distrito de Šumadija (Serbia). Se sitúa a 142 km de la capital del país, Belgrado.

## Población
El municipio de Knić tiene una población de 14 237 habitantes, de los cuales 2 166 pertenecen a la ciudad que lo da nombre. 
Hay 197 residentes en Brestovac, y la edad promedio de la población es de 46,7 años (44,5 para hombres y 49,3 para mujeres). Hay 65 hogares en el asentamiento, y el número promedio de miembros por hogar es 3,45.
Este asentamiento está poblado en gran parte por serbios (según el censo de 2002), y en los últimos tres censos ha habido una disminución de la población.
Evolución de la población de Brestovac
|  |